# محوطه قلعه اسماعیل آقا
محوطه قلعه اسماعیل آقا مربوط به هزاره اول قبل از میلاد - سدهٔ ۱۲–۱۰ ه.ق است و در شهرستان ارومیه، بخش نازلو، دهستان نازلو چای، روستای قلعه اسماعیل آقا (کله) واقع شده و این اثر در تاریخ ۲۵ آبان ۱۳۸۷ با شمارهٔ ثبت ۲۳۴۹۰ به‌عنوان یکی از آثار ملی ایران به ثبت رسیده‌است.